# Bethleem Farm West Cemetery
Bethleem Farm West Cemetery is een Britse militaire begraafplaats met gesneuvelden uit de Eerste Wereldoorlog, gelegen in de Belgische gemeente Mesen. De begraafplaats ligt 1 km ten zuidoosten van het centrum van Mesen. Het terrein heeft een oppervlakte van 630 m² en is bereikbaar via een boerderijweg en een graspad van ongeveer 50 m. De begraafplaats werd ontworpen door George Goldsmith en wordt onderhouden door de Commonwealth War Graves Commission. Vierhonderd meter noordoostelijker bevindt zich de Bethleem Farm East Cemetery.
Er liggen 166 doden begraven. 

## Geschiedenis
De begraafplaats ligt vlak bij de "Betlehemhoeve" en werd aangelegd door Australische eenheden nadat deze hoeve werd veroverd door de 3de Australische divisie op 7 juni 1917 (tijdens de Tweede Slag om Mesen). Ze bleef in gebruik tot december 1917. De meeste slachtoffers waren manschappen van de 14th (Light) Division. 
Onder de 166 slachtoffers zijn er 24 Britten, 114 Australiërs (waarvan 1 niet geïdentificeerd kon worden) en 27 Nieuw-Zeelanders. Eén Nieuw-Zeelander wordt herdacht met een Special Memorial omdat zijn graf door artillerievuur vernietigd werd en niet meer gelokaliseerd kon worden. Er ligt ook een niet geïdentificeerde Brit uit de Tweede Wereldoorlog begraven.
Deze begraafplaats werd in 2009 als monument beschermd.

## Graven

### Onderscheiden militairen
- sergeant Alfred Ernest Fulcher van de New Zealand Rifle Brigade en korporaal Donald Cranston Murray van de Australian Infantry, A.I.F. werden onderscheiden met de Military Medal (MM).

### Alias
- soldaat William Joseph David Hynes diende onder het alias W. Wilson bij de Australian Infantry, A.I.F..